# Autopista M27 (Rusia)
La autopista federal M27 (del ruso: Автомобильная дорога М27) es una autopista federal de Rusia. Une Dzhubga, en el raión de Tuapsé del krai de Krasnodar, con Vesióloye junto a la frontera abjasa o georgiana, en el ókrug urbano de Sochi del mismo krai, a través de Tuapsé y Sochi, por la costa nororiental del mar Negro. La carretera continúa tras la frontera rusa hacia Sujumi, Tblisi y Bakú. Forma parte de la ruta europea E97. Tiene una longitud de 217 km.
Surge hacia el oeste desde la M4 al norte de Dzhubga. En las proximidades de Chemitokvadzhe, en el distrito de Sochi, cruza sobre el viaducto de Zúbova Shchel, de 577 m de longitud y 84 m de altura, construido en 1999. Las cargas y dimensiones de los camiones que circulan por la carretera están limitadas a 60-80 toneladas y 11 m de longitud, pues hay curvas con un radio inferior a los 30 m. Para el transporte de cargas superiores a estos límites hay un servicio de ferry de mercancías entre Novorosíisk y Sochi.